# پائولین بتز
 پائولین بتز (انگلیسی: Pauline Betz؛ زاده ۶ اوت ۱۹۱۹ درگذشته ۳۱ مهٔ ۲۰۱۱) یک تنیس‌باز اهل ایالات متحده آمریکا بود.